# 郭家屯镇
郭家屯镇，是中华人民共和国河北省承德市隆化县下辖的一个乡镇级行政单位。

## 行政区划
郭家屯镇下辖以下地区：
东屯村、河北村、水泉沟村、小梁村、招素沟村、盆窑村、北兆营村、南兆营村、黄家窝铺村、老东营村、二道营村、三道营村、罗卜营村、半壁山村、干沟门村、西屯村、小甸子村、漠河沟村、槽碾沟村、河南村和小庙子村。